# 자마미섬
자마미섬(일본어: 座間味島)은 게라마 제도에 속하는 섬으로 오키나와현 시마지리군 자마미촌에 속한다. 
후루자마미 해변이나 아마 해변 등 아름다운 해변이 있어 많은 관광객이 이 섬을 방문한다. 또 섬내의 산이나 곶에 있는 전망대에서의 전망도 아름답다.

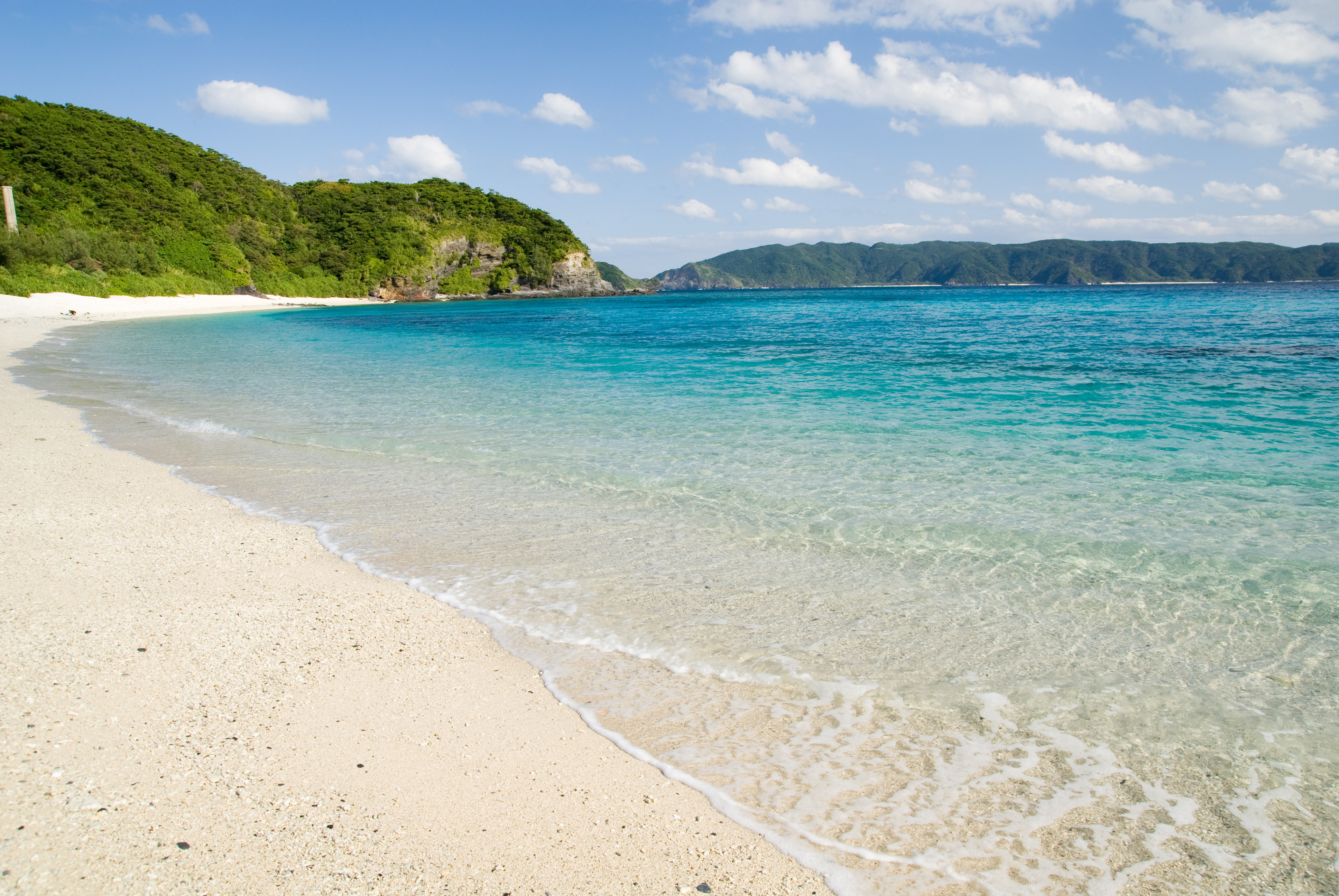
후루자마미 해변

## 역사

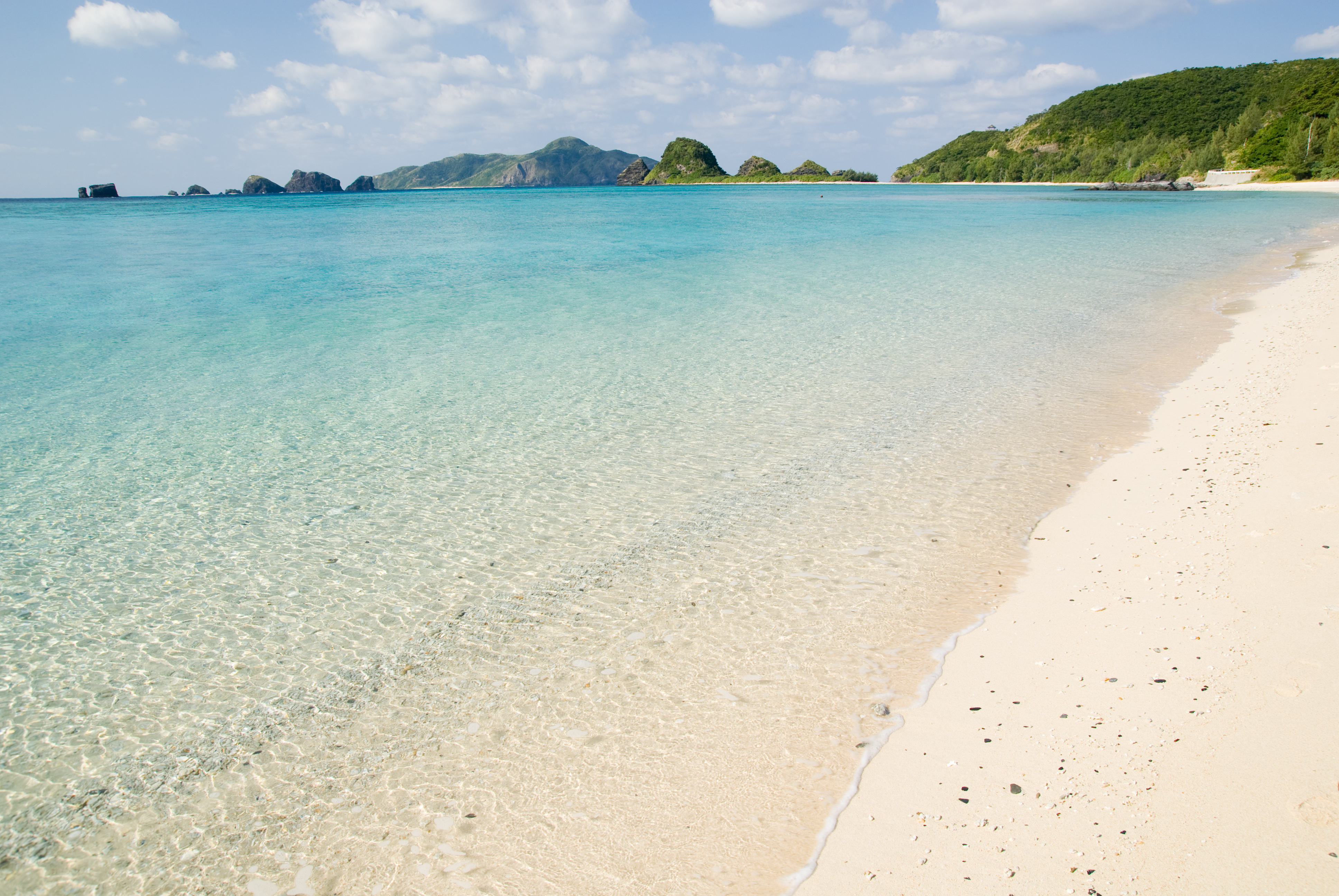
아마 해변

신석기 시대부터 자마미섬에 사람들이 이주하여 살았던 것으로 추정된다. 자미미섬은 옛날부터 해상 교통 요충지로서 류큐 왕국과 중국 여러 왕조의 무역 중심지였다.